# Neoerastria caduca
Neoerastria caduca är en fjärilsart som beskrevs av Augustus Radcliffe Grote 1876. Neoerastria caduca ingår i släktet Neoerastria och familjen nattflyn. Inga underarter finns listade i Catalogue of Life.